# Sidnei dos Santos
Sidnei dos Santos Júnior dit Sidão est un joueur brésilien de volley-ball né le 9 juillet 1982 à Taubaté (État de São Paulo). Il mesure 2,03 m et joue central. Il est international brésilien.

## Clubs
| Club                | De        | À         |
| ------------------- | --------- | --------- |
| Banespa São Paulo   |           |           |
| Cimed Florianópolis |           | 2005-2006 |
| Pallavolo Modène    | 2006-2007 | 2008-2009 |
| Sesi-SP             | 2009-2010 | ...       |

## Palmarès
- Jeux olympiques
  - Finaliste : 2012
- Ligue mondiale (4)
  - Vainqueur : 2006, 2007, 2009, 2010
  - Finaliste : 2011
- World Grand Champions Cup (2)
  - Vainqueur : 2009, 2013
- Championnat d'Amérique du Sud (1)
  - Vainqueur : 2011
- Championnat Sud-américain des clubs (1)
  - Vainqueur : 2011
- Challenge Cup (1)
  - Vainqueur : 2008
- Coupe de la CEV
  - Finaliste : 2007
- Championnat du Brésil (1)
  - Vainqueur : 2011